# Майборода Роман Георгійович
Рома́н Гео́ргійович Ма́йборода (28 серпня 1943, Кирияківка — 4 вересня 2018) — український співак (баритон). Народний артист Української РСР (1989). Лауреат Національної премії України імені Тараса Шевченка (2002). Син композитора Георгія Майбороди.

## Життєпис
Народився 28 серпня 1943 (с. Кирияківка, Глобинський район, Полтавської області).
Закінчив Київську державну консерваторію імені П. Чайковського у 1971 у Т. Михайлової).
З 1971 — соліст, Київський театр опери та балету (тепер — Національна опера України).
З 1988 — викладач, Київська державна консерваторія імені П. Чайковського (тепер — Національна музична академія України імені Петра Чайковського). Серед його вихованців — заслужений артист України Сергій Авдєєв.

Могила Романа Майбороди, Байкове кладовище

У 1989 році удостоєний звання Народного артиста Української РСР.
Партії: Микола, Остап («Наталка Полтавка», «Тарас Бульба» М. Лисенка), Гаральд, Максим («Ярослав Мудрий», «Арсенал» Г. Майбороди), Салієв («Прапороносці» Білаша), Омар («Купало» Вахнянина), Євгеній Онєгін, Мазепа («Євгеній Онєгін», «Мазепа» Чайковського), князь Ігор («Князь Ігор» Бородіна), Щелканов («Борис Годунов» Мусоргського), Януш («Галька» Монюшка), Фігаро («Севільський цирульник» Россіні), Жермон, ді Луна, Набукко («Травіата», «Трубадур», «Набукко» Верді), Марсель («Богема» Пучіні).
Лауреат Всесоюзного конкурсу вокалістів імені Глинки у Вільнюсі (1971, II премія), Міжнародного конкурсу у Тулузі (1974, III премія), гран-прі і золота медаль Міжнародного конкурсу молодих оперних співаків (Софія, 1976). Успішно співав в операх Верді у Ризі, Талліні і Варшаві, у сезони 2000—2001 років був запрошений у Мадридську Королівську оперу.
Пішов зі сцени у 2012 році. Пішов з життя 4 вересня 2018 року. Похований на центральній алеї Байкового кладовища (ділянка № 42а, 50°25′17.41″ пн. ш. 30°30′27.6″ сх. д. / 50.4215028° пн. ш. 30.507667° сх. д.).